# Cosimo Milone
Cosimo Milone (* in Barcellona Pozzo di Gotto) ist ein italienischer Schauspieleragent und Filmregisseur.
Milone betreibt eines der bedeutendsten Besetzungsbüros Italiens und ist Herausgeber des Schauspielerverzeichnisses Prima. 1997 inszenierte er den selbstgeschriebenen Un giorno, un giorno, una notte, der allerdings nur ein paar Festivalaufführungen erlebte. In vier Filmen spielte er kleinere Rollen und war als Regieassistent sowie Casting Director für zahlreiche Kino- und Werbefilme verantwortlich. Auch Kurzfilme wie Stanza 512 oder Julia Julie (im Jahr 2005), entstanden unter Milones Regie.

## Filmografie (Auswahl)
- 1997: Un giorno, un giorno, una notte